# كيات ميانماري
كيات ميانماري (بالبورميية: ) العملة الرسميّة لميانمار، رمزها (K أو MMK) ويصدرها مصرف ميانمار المركزي، الكيات ميانماري الواحد مقسّم لمئة بيا، بدأت ميانمار في صكها واستعمالها أول مرّة عام 1889.

## الأوراق النقدية

### الكيات الثاني
| سلسلة 1944–45 | سلسلة 1944–45 | سلسلة 1944–45 | سلسلة 1944–45 | سلسلة 1944–45 | سلسلة 1944–45                                                                | سلسلة 1944–45                                                                | سلسلة 1944–45 |
| الصورة        | الصورة        | القيمة        | الأبعاد       | اللون الأساسي | الوصف                                                                        | الوصف                                                                        | تاريخ الإصدار |
| الوجه         | الظهر         | القيمة        | الأبعاد       | اللون الأساسي | الوجه                                                                        | الظهر                                                                        | تاريخ الإصدار |
| ------------- | ------------- | ------------- | ------------- | ------------- | ---------------------------------------------------------------------------- | ---------------------------------------------------------------------------- | ------------- |
|               |               | K 1           | 109×63 ملم    | أزرق          | طاووس والقيمة مع شروق الشمس في الخلفية                                       | قصر ماندالاي الملكي                                                          | 1944          |
|               |               | 5             | 130×72 ملم    | أحمر          | طاووس والقيمة مع شروق الشمس في الخلفية                                       | قصر ماندالاي الملكي                                                          | 1944          |
|               |               | 10            | 146×84 ملم    | أخضر          | طاووس والقيمة مع شروق الشمس في الخلفية                                       | قصر ماندالاي الملكي                                                          | 1944          |
|               |               | 100           | 160×90 ملم    | برتقالي       | طاووس والقيمة مع شروق الشمس في الخلفية                                       | قصر ماندالاي الملكي                                                          | 1944          |
|               |               | 100           | 155×95 ملم    | أزرق داكن     | طاووس والقيمة مع شروق الشمس في الخلفية مع صورة رئيس الدولة با ماو على اليمين | قصر ماندالاي الملكي في الوسط مع ناغا مع القيمة في ميانمار على اليسار واليمين | 1945          |
|               |               |               |               |               |                                                                              |                                                                              |               |

### الكيات الثالث
شكل بنك الاتحاد في بورما مجلسًا للعملة في عام 1952 تولى السيطرة على إصدار العملة وكان التغيير الأكثر أهمية للعملة هو إدخال النظام العشري الذي قسم فيه الكيات الواحد إلى 100 بيا. أصدر الاتحاد البورمي في 12 فبراير 1958 سلسلة كيات من فئات 1 و5 و10 و100. أصدرت ورقة 20 و50 كيات 21 أغسطس 1958.

#### 1965–1971
| سلسلسة 1965 | سلسلسة 1965 | سلسلسة 1965 | سلسلسة 1965 | سلسلسة 1965   | سلسلسة 1965                 | سلسلسة 1965         | سلسلسة 1965   |
| الصورة      | الصورة      | القيمة      | الأبعاد     | اللون الأساسي | الوصف                       | الوصف               | تاريخ الإصدار |
| الوجه       | الظهر       | القيمة      | الأبعاد     | اللون الأساسي | الوجه                       | الظهر               | تاريخ الإصدار |
| ----------- | ----------- | ----------- | ----------- | ------------- | --------------------------- | ------------------- | ------------- |
|             |             | 1 كيات      | 115×66 ملم  | بنفسجي وبيج   | الجنرال أون سان (1915–1947) | صياد في بحيرة إينلي | 30 أبريل 1965 |
|             |             | 5 كيات      | 150×70 ملم  | أخضر          | الجنرال أون سان (1915–1947) | مزارع وبقرة         | 1965          |
|             |             | 10 كيات     | 159×81 ملم  | أحمر          | الجنرال أون سان (1915–1947) | سيدة تقطف القطن     | 1965          |
|             |             | 20 كيات     | 169×90 ملم  | بني           | الجنرال أون سان (1915–1947) | جرار زراعي          | 1965          |

#### 1972–1988
| السلسلة 1972-1987 | السلسلة 1972-1987 | السلسلة 1972-1987 | السلسلة 1972-1987 | السلسلة 1972-1987 | السلسلة 1972-1987           | السلسلة 1972-1987               | السلسلة 1972-1987 | السلسلة 1972-1987 |
| الصورة            | الصورة            | القيمة            | الأبعاد           | اللون الأساسي     | الوصف                       | الوصف                           | تاريخ             | تاريخ             |
| الوجه             | الظهر             | القيمة            | الأبعاد           | اللون الأساسي     | الوجه                       | الظهر                           | الطباعة           | الإصدار           |
| ----------------- | ----------------- | ----------------- | ----------------- | ----------------- | --------------------------- | ------------------------------- | ----------------- | ----------------- |
|                   |                   | 1 كيات            | 124×60 ملم        | أخضر              | الجنرال أون سان             | نول النسيج                      | 31 أكتوبر 1972    | غير متداولة       |
|                   |                   | 5 كيات            | 136×70 ملم        | أزرق              | الجنرال أون سان             | شجرة نخيل                       | 31 أكتوبر 1973    | غير متداولة       |
|                   |                   | 10 كيات           | 146×80 ملم        | بني محمر          | الجنرال أون سان             | وعاء القرابين                   | 30 يونيو 1973     | غير متداولة       |
|                   |                   | 15 كيات           | 149×71 ملم        | أخضر فاتح         | الجنرال أون سان             | زاوجي                           | 1 أغسطس 1986      | غير متداولة       |
|                   |                   | 25 كيات           | 155×90 ملم        | برتقالي           | الجنرال أون سان             | بينساروبا                       | 3 نوفمبر 1985     | 5 سبتمبر 1987     |
|                   |                   | 35 كيات           | 155×74 ملم        | بنفسجي            | الجنرال أون سان             | ستاندينغ نات ثار                | 1 أغسطس 1986      | 5 سبتمبر 1987     |
|                   |                   | 45 كيات           | 158×77,5 ملم      | أزرق-أخضر         | ثاكين بو هلا جي (1909–1943) | عمال حقول النفط وحفارات البترول | 22 سبتمبر 1987    | غير متداولة       |
|                   |                   | 50 كيات           | 166×100 ملم       | أصفر-بني          | الجنرال أون سان             | لو كا نات                       | يوليو 1979        | 3 نوفمبر 1985     |
|                   |                   | 75 كيات           | 161×77 ملم        | بني               | الجنرال أون سان             | لو كا نات                       | 10 نوفمبر 1985    | 5 سبتمبر 1987     |
|                   |                   | 90 كيات           | 167×80 ملم        | أخضر فاتح         | سايا سان (1876–1931)        | مزارعون وعربة بولوك             | 22 سبتمبر 1987    | غير متداولة       |
|                   |                   | 100 كيات          | 176×110 ملم       | أخضر فاتح         | الجنرال أون سان             | ساونغ                           | 1 أغسطس 1976      | 3 نوفمبر 1985     |
|                   |                   |                   |                   |                   |                             |                                 |                   |                   |

#### 1989–الآن
| الصورة | الصورة | القيمة      | الأبعاد    | اللون الأساسي                               | الوصف                                                        | الوصف                             | تاريخ الإصدار      |               |
| الوجه  | الظهر  | القيمة      | الأبعاد    | اللون الأساسي                               | الوجه                                                        | الظهر                             | تاريخ الإصدار      |               |
| ------ | ------ | ----------- | ---------- | ------------------------------------------- | ------------------------------------------------------------ | --------------------------------- | ------------------ | ------------- |
|        |        | 50 بيا      | 110×55 ملم | الوجه: بنفسجي وبرتقالي الظهر: متعدد الألوان | ساونغ                                                        | غويلوتشي                          | 27 مارس 1994       |               |
|        |        | 1 كيات      | 110×55 ملم | برتقالي                                     | أون سان                                                      | غويلوتشي                          | 1 مارس 1990        |               |
|        |        | 1 كيات      | 110×55 ملم | أزرق-بنفسجي                                 | تشينثي                                                       | قارب في بحيرة كانداوجي، يانغون    | 31 أكتوبر 1996     |               |
|        |        | 5 كيات      | 130×60 ملم | بني وأزرق                                   | تشينثي                                                       | تشينلون                           | 1 مايو 1995        |               |
| 1997   |        | 5 كيات      | 130×60 ملم | بني وأزرق                                   | تشينثي                                                       | تشينلون                           |                    |               |
|        |        | 10 كيات     | 130×60 ملم | بنفسجي                                      | تشينثي                                                       | الكراويك (قارب ملكي)              | 1 مايو 1995        |               |
| 1997   |        | 10 كيات     | 130×60 ملم | بنفسجي                                      | تشينثي                                                       | الكراويك (قارب ملكي)              |                    |               |
|        |        | 20 كيات     | 145×70 ملم | أخضر                                        | تشينثي                                                       | حديقة الشعب ونافورة الفيل، يانغون | 27 مارس 1994       |               |
|        |        | 50 كيات     | 145×70 ملم | برتقالي-بني                                 | تشينثي                                                       | لاكيهووير                         | 27 مارس 1994       |               |
| 1997   |        | 50 كيات     | 145×70 ملم | برتقالي-بني                                 | تشينثي                                                       | لاكيهووير                         |                    |               |
|        |        | 100 كيات    | 145×70 ملم | أزرق وأخضر وووردي                           | تشينثي                                                       | ترميم معبد                        | 27 مارس 1994       |               |
| [ 5 ]  | [ 5 ]  | 200 كيات    | 165×80 ملم | أخضر داكن                                   | تشينثي                                                       | فيل                               | 27 مارس 1990، 1998 |               |
|        |        | 200 كيات    | 150×70 ملم | أخضر داكن                                   | تشينثي                                                       | فيل                               | 11 ديسمبر 2004     |               |
| [ 6 ]  | [ 6 ]  | 500 كيات    | 165×80 ملم | بنفسجي وبني                                 | تشينثي                                                       | تمثال مها باندولا                 | 27 مارس 1994       |               |
|        |        | 500 كيات    | 150×70 ملم | بنفسجي وبني                                 | تشينثي                                                       | تمثال مها باندولا                 | 10 أكتوبر 2004     |               |
|        |        | 500 كيات    | 150×70 ملم | بنفسجي وبني                                 | تشينثي                                                       |                                   | أون سان            | 19 يوليو 2020 |
|        |        | 1,000 كيات  | 165×80 ملم | أخضر وبنفسجي                                | تشينثي                                                       | وزارة المالية والإيرادات          | نوفمبر 1998        |               |
|        |        | 1,000 كيات  | 150×70 ملم | أخضر وبنفسجي                                | تشينثي                                                       | وزارة المالية والإيرادات          | 11 أكتوبر 2004     |               |
|        |        | 1,000 كيات  | 150×70 ملم | أخضر وبنفسجي                                | أون سان                                                      | بييداونغسو هلوتاو في نايبيداو     | 4 يناير 2020       |               |
|        |        | 5,000 كيات  | 150×70 ملم | برتقالي ووردي                               | فيل                                                          | بييداونغسو هلوتاو في نايبيداو     | 1 أكتوبر 2009      |               |
|        |        | 10,000 كيات | 150×70 ملم | أزرق وأحمر وأرجواني وأخضر وبني وأصفر        | شعار ميانمار معدل (يتميز بلوتس وزوج من الفيلة، بدلاً من نجمة) | قصر ماندالاي                      | 15 يونيو 2012      |               |